# Подлужье (Ивано-Франковская область)
Подлужье (укр. Підлужжя) — село в Ивано-Франковской городской общине Ивано-Франковского района Ивано-Франковской области Украины.
Население по переписи 2001 года составляло 1748 человек. Занимает площадь 13,63 км². Почтовый индекс — 77442.
Письменные источники свидетельствуют о существовании Подлужья уже в 1378 году. В частности, село упоминается среди населённых пунктов, взятых Казимиром III Великим.